# Survivor Series 2008
Survivor Series 2008 was een pay-per-viewevenement in het professioneel worstelen dat geproduceerd werd door de World Wrestling Entertainment. Dit evenement was de 22ste editie van Survivor Series en vond plaats in het TD Banknorth Garden in Boston op 23 november 2008.

## Wedstrijden
| Nr.                                                                          | Match | Winnaar(s)     |
| ---------------------------------------------------------------------------- | --- | -------------- |
| -                                                                            | Shoichi Funaki vs. Brian Kendrick in een een-op-eenmatch | Brian Kendrick |
| 1                                                                            | Team HBK (Shawn Michaels, Rey Mysterio, Cryme Tyme (Shad Gaspard & JTG) & The Great Khali) (met Ranjin Singh) vs. Team JBL (John "Bradshaw" Layfield, Kane, Montel Vontavious Porter, John Morrison & The Miz) in een 5-op-5 Survivor Series Elimination match | Team HBK       |
| 2                                                                            | Team Raw (Beth Phoenix, Mickie James, Kelly Kelly, Candice Michelle & Jillian Hall) (met Santino Marella) vs. Team SmackDown (Michelle McCool, Victoria, Maria, Maryse & Natalya) in een 5-op-5 Divas Survivor Series Elimination match                        | Team Raw       |
| 3                                                                            | The Undertaker vs. Big Show in een een-op-eenmatch | The Undertaker |
| 4                                                                            | Team Batista (Batista, CM Punk, Kofi Kingston, Matt Hardy & R-Truth) vs. Team Orton (Randy Orton, Shelton Benjamin, William Regal, Cody Rhodes & Mark Henry) (met Layla, Manu & Tony Atlas) in een 5-op-5 Survivor Series Elimination match                    | Team Orton     |
| 5                                                                            | Triple H (c) vs. Vladimir Kozlov vs. Edge in een Triple Threat match voor het WWE Championship | Edge (nc)      |
| 6                                                                            | Chris Jericho (c) vs. John Cena in een een-op-eenmatch voor het World Heavyweight Championship | John Cena (nc) |
| (c) huidige kampioen voor en na de match \| (nc) nieuwe kampioen na de match | |                |